# Musiikkituottajat
Musiikkituottajat — IFPI Finland — парасолькова організація, що об'єднує музичні продюсерський компанії та звукозаписні лейбли, що діють на території Фінляндії.

## Мета
Метою асоціації є «покращення культурно-політичної ситуації та правового захисту звукозаписної продукції, розвиток поширення та виробництва записів та музичних кліпів, а також участь в управлінні та нагляді за дотриманням прав на виробництво». Є членом IFPI.

## Історія
Організація була створена в 1970 році під назвою Äänilevytuottajat (укр. Виробники звукозапису). У 1982 році організація змінила назву на Suomen Ääni- ja kuvatallennetuottajat ÄKT (укр. Фінська асоціація виробників аудіо- та відеозаписів). З 1994 року відповідає за складання офіційної таблиці записів, Suomen virallinen lista. Список створювався у співпраці з національною телерадіомовної компанії до кінця 2009 року. Асоціація керує кодами ISRC, які використовуються у Фінляндії та нагороджує виконавців золотим та платиновим сертифікатом. 26 серпня 2010 року замінила назву на Mussikkituottajat (укр. Музичні продюсери).

## Сертифікації
Під час сертифікації записів, проданих у Фінляндії, організація бере до уваги, як фізичні та цифрові продажі.
| Рік                      | Золотий | Платиновий | 2×Платиновий | 3×Платиновий |
| ------------------------ | ------- | ---------- | ------------ | ------------ |
| Альбом                   |         |            |              |              |
| 2010                     | 10 000  | 20 000     | 40 000       | 60 000       |
| Сингли, Мініальбоми, DVD |         |            |              |              |
| 2010                     | 5 000   | 10 000     | —            | —            |

## Нагороди
- Emma Gaala — вручається найуспішнішим артистам і професіоналам музичної індустрії року.
- Muuvi Gaala — вручається за найкращі музичні відео року.
- JAANE gaala — вручалась за найкращі музичні твори в класичній музиці. Ця премія була скасована у 2002 році, а починаючи з 2006 року, нагороди були інтегровані в Emma Gaala.